# (1853) McElroy
(1853) McElroy (1957 XE; 1930 YP; 1950 NX; 1950 OM) ist ein Hauptgürtelasteroid, der am Goethe-Link-Observatorium entdeckt wurde. Er wurde nach William David McElroy, einem Biologen und Biochemiker benannt.